# Tout pour plaire (roman)
Pour les articles homonymes, voir Tout pour plaire.
Tout pour plaire est un roman policier français écrit par Ingrid Desjours, publié chez Robert Laffont en 2014.

## Thème
David Pennac est un homme ambitieux s’apprêtant à publier un livre dont le titre est Tout pour plaire, dévoilant les secrets de sa réussite, qu'il présente lors de conférences à succès. II est marié à une très belle femme, Déborah, qui se consacre entièrement à son foyer. Une de leurs voisines, Frederika Mignault, qui surveille les faits et gestes du couple, soupçonne David de maltraiter sa femme.
Le frère de David, Nicolas, un drogué qu'il n'a pas vu depuis huit ans, s'invite chez eux avec sa fille Emma. Son épouse, Laura, a disparu mystérieusement. Frederika qui n'a pas réussi à avoir un enfant prend soin d'Emma comme si elle était sa propre fille.
Le commandant de police, Sacha Mendel, est visé par une enquête de l'IGPN concernant le meurtre d'un policier avec lequel il enquêtait sur un chef de mafia sicilienne, Gabriel Strano. Il est  dessaisi de cette affaire et choisit de se consacrer à celle portant sur la disparition de Laura Pennac.

## Adaptation
Une mini-série française, Amour fou, réalisée par Mathias Gokalp est adaptée de ce roman en 2020. Ingrid Desjours obtient le prix du meilleur scénario avec Florent Meyer et Mathias Gokalp au festival des créations télévisuelles de Luchon

## Éditions
- Ingrid Desjours. Tout pour plaire, Paris, Robert Laffont, 2014, 528 p.  (ISBN 9782221145944)
- Ingrid Desjours. Tout pour plaire, France Loisirs (2015), 635 p.  (ISBN 978-2-298-10253-6)
- Ingrid Desjours. Tout pour plaire, Paris, Pocket no 16421, 2015, 608 p.  (ISBN 9782266262125)